# Atentado suicida en el autobús 16 de Haifa
El atentado suicida con bomba en el autobús 16 de Haifa fue un atentado suicida palestino que ocurrió el 2 de diciembre de 2001 en un autobús Egged en la ciudad de Haifa, Israel. En el ataque murieron 15 civiles y 40 resultaron heridos.
La organización paramilitar palestina Hamás se atribuyó la responsabilidad del ataque.

## El ataque
Hamás se atribuyó la responsabilidad del ataque. En un comunicado publicado por Hamás anunció que el atacante suicida era Maher Habashi, un fontanero palestino de 21 años de Nablus.